# Tanja Esch
Tanja Esch (* 1988 in Hanau) ist eine deutsche Comic-Künstlerin und Illustratorin. Bereits mit ihrem Debütcomic Supercool. Eine Grundschulgeschichte (2015) erhielt sie erste Aufmerksamkeit und wurde seitdem mehrfach ausgezeichnet, insbesondere für Boris, Babette und lauter Skelette (2023). Sie ist auf Comics und Bücher für Kinder spezialisiert.

## Leben und Werk
Esch studierte Illustration an der Hochschule für Angewandte Wissenschaften Hamburg. Seit ihrem Bachelorabschluss im Jahr 2015 arbeitet sie als Illustratorin beispielsweise für Bücher, Flyer, Plakate und Zeitschriften. und veröffentlicht regelmäßig Comics und Bilderbücher für Kinder.
Ihr Debütcomic Supercool. Eine Grundschulgeschichte erschien 2015 beim Jaja Verlag. Die Geschichte wurde in mehreren Auflagen veröffentlicht und erschien 2018 auch auf Französisch bei Biscoto unter dem Titel Supercool: Une histoire de cour de récré. Darin schildert sie den Alltag der Grundschülerin Tanja, aber auch damit verbundene Probleme rund um Themen wie Coolness, Ausgrenzung und Freundschaft. So kommt etwa ihre neue Jeansjacke nicht bei allen Klassenkameraden gut an, aber da ist auch ihre gute Freundin, die zu ihr hält.
Beim Kibitz Verlag kam im Jahr 2020 Ulf und das Rätsel um die Neue heraus. Der Comic erschien ebenfalls auf Französisch, Russisch, Spanisch sowie Tschechisch. Ulf, Tita, Otto und Heiko spielen Detektiv und würden gerne Kriminalfälle aufklären, aber an ihrer Schule gibt es weder echte Bösewichte, noch seltsame Vorfälle, die es zu ermitteln lohnt. Das ändert sich, als die neue Mitschülerin Uli in ihre Klasse kommt. Sie wirkt irgendwie verdächtig und die vier Detektive spionieren ihr nach. Nur Ulf findet das nicht gut, da Uli eigentlich nett wirkt. Doch dann machen sie eine unglaubliche Entdeckung bei ihren Ermittlungen.
Mit Wahrheit oder Quatsch? brachte Klett Kinderbuch 2021 das erste eigene Bilderbuch für Kinder von Esch heraus. Das Sachbuch zum Mitraten enthält 14 Fragen und 28 Antworten, darunter richtige und unsinnige, beispielsweise ob Radiologen Radios sammeln würden.
2022 publizierte der Kibitz Verlag Boris, Babette und lauter Skelette. Der Titel wurde ins Französische, Russische, Spanische und Ukrainische übersetzt. Die titelgebende Babette ist ein nicht einzuordnendes Haustier. Sie ist etwa so groß wie ein Kleinkind, hat gelbes Fell, läuft aufrecht auf zwei Beinen und kann sprechen. Außerdem liebt sie Quizshows, Erdnussflips und alles, was gruselig ist. Als ihre 16-jährige Besitzerin verreist, passt ihr Nachbar Boris auf Babette auf. Da seine Eltern allerdings keine Tiere in ihrer Wohnung dulden, muss Boris seinen Gast verstecken. Damit Babette sich bei ihm wohlfühlt, verwandelt Boris sein Kinderzimmer regelrecht in eine Geisterbahn. Als Boris’ Eltern Babette doch entdecken, verschwindet sie, womit das eigentliche Abenteuer erst beginnt.
Esch lebt und arbeitet in Hamburg, wo sie das Comicfestival für junge Leser „Kinder lieben Comics!“ mitorganisiert. Für 2024 veranstalte sie zum Beispiel eine Detektivrallye unter dem Motto „Ulf und der Fall Max & Moritz“ beim Comic-Salon Erlangen.

## Veröffentlichungen (Auswahl)
- Supercool. Eine Grundschulgeschichte. Jaja Verlag, Berlin 2015, ISBN 978-1-234-56789-7.
- Du kannst natürlich heute noch hier schlafen. Jaja Verlag, Berlin 2017, ISBN 978-3-946642-14-5.
- so un annersrüm. Das kleine Hamburg-Buch der Gegensätze. Junius Verlag, Hamburg 2017, ISBN 978-3-88506-803-7.
- Plattkinner. Neue plattdeutsche Songs für Hamburg und den Norden zusammen mit Wiebke Colmorgen (Text). Junius Verlag, Hamburg 2018, ISBN 978-3-96060-501-0.
- Ulf und das Rätsel um die Neue. Kibitz Verlag, Hamburg 2020, ISBN 978-3-948690-00-7.
- Wahrheit oder Quatsch? Klett Kinderbuch, Leipzig 2021, ISBN 978-3-95470-245-9.
- Boris, Babette und lauter Skelette. Kibitz Verlag, Hamburg 2022, ISBN 978-3-948690-17-5.

## Auszeichnungen
Für ihr Debütcomic Supercool. Eine Grundschulgeschichte erhielt Esch 2017 den Hans-Meid-Preis für Buchillustration.
Als eine von 30 Empfehlungen schaffte es Wahrheit oder Quatsch? im Jahr 2021 in den Leipziger Lesekompass (Altersklasse 6 bis 10 Jahre), der gemeinsam von der Stiftung Lesen und der Leipziger Buchmesse ausgelobt wird. Der Preis geht an Neuerscheinungen (Bücher und andere Medien), die Lesespaß mit einem lesefördernden Ansatz verbinden.
Ulf und das Rätsel um die Neue erhielt 2022 eine lobende Erwähnung in The Braw Amazing Bookshelf in der Rubrik „100 Amazing Books“, das für die 59. Bologna Children’s Book Fair zusammengestellt wurde.
Mit Boris, Babette und lauter Skelette konnte sich Esch im Jahr 2023 erneut im Leipziger Lesekompass als einer von zehn Titeln platzieren. Aus diesen zehn Titeln wählte eine Kinder- und Jugendjury zusätzlich ihren Favoriten aus. Zusammen mit Heartsopper. Volume 1 von Alice Oseman wurde Boris, Babette und lauter Skelette zum Sieger gekürt. Der Comic sei „unheimlich humorvoll und niedlich, obwohl es sich mit einem sehr ernsten Thema beschäftigt. Anders sein kann echt gruselig sein“. Bei der Kinderjury kam die „lustige Sprechweise von Babette und ihr herzlich lieber Charakter“ besonders gut an.
Im gleichen Jahr wurde Boris, Babette und lauter Skelette mit dem Deutschen Jugendliteraturpreis prämiert. In der Begründung der Jury heißt es, der „knallig-bunte Kindercomic“ erzähle „[t]emporeich und mit viel Humor“ vom „Selbstfindungsweg einer kurios charmanten Ausnahmefigur“. Esch gestalte mit „großer Selbstverständlichkeit“ die Diversität ihrer Figuren aus und biete jungen Lesern „vielfältige Anknüpfungspunkte an eigene Erfahrungswelten“. Es sei eine „starke (bild)sprachliche Leistung, eine Figur zu schaffen, die gleichermaßen fordernd und sehnsüchtig, komisch und verloren“ ausfalle. In der fast 70-jährigen Geschichte des Deutschen Jugendliteraturpreises gingen bis dahin nur wenige Auszeichnungen an Comics.
2024 ging mit dem Max-und-Moritz Preis in der Rubrik „Bester Comic für Kinder“ eine weitere Auszeichnung an Boris, Babette und lauter Skelette. Die Jury urteilte, das „unterhaltsame Buch“ nähere sich „[a]uf amüsante und ganz selbstverständliche Weise […] dem Thema der Identitätssuche und des 'Andersseins'“.